# Alexandr Litvinchev
Alexandr Vitálievich Litvinchev (en ruso: Александр Витальевич Литвинчев; Moscú, URSS, 21 de marzo de 1972) es un deportista ruso que compitió en remo. Ganó dos medallas de bronce en el Campeonato Mundial de Remo, en los años 1996 y 1999.

## Palmarés internacional
| Campeonato Mundial | Campeonato Mundial       | Campeonato Mundial | Campeonato Mundial |
| Año                | Lugar                    | Medalla            | Prueba             |
| ------------------ | ------------------------ | ------------------ | ------------------ |
| 1996               | Motherwell (Reino Unido) | Medalla de bronce  | Cuatro con timonel |
| 1999               | St. Catharines (Canadá)  | Medalla de bronce  | Ocho con timonel   |